# Annemie Maes
Annemie Maes (Ukkel, 27 augustus 1966) is een Belgisch politica voor Groen.

## Levensloop
Maes behaalde in 1988 een licentiaatsdiploma oudheidkunde en kunstgeschiedenis aan de Katholieke Universiteit Leuven. Professioneel ging zij tussen 1999 en 2009 aan de slag in de auteursrechtensector, van 1999 tot 2006 als departementshoofd reprografierechten bij Reprobel en van 2006 tot 2009 als managementassistent bij Auvibel. Van 2003 tot 2005 was ze tevens voorzitter van de Brusselse fietsersbond.
Ze werd politiek actief voor Groen en werd voor deze partij in oktober 2006 verkozen tot gemeenteraadslid van Jette, hetgeen ze bleef tot in juli 2021. Van 2007 tot 2021 was ze tevens politieraadslid voor de gemeente Jette in de Politiezone Brussel-West.
In juni 2009 raakte Maes verkozen in het Brussels Hoofdstedelijk Parlement. In de legislatuur 2009-2014 maakten de ecologisten deel uit van de meerderheid en was zij fractievoorzitter voor haar partij in het Brussels Parlement. In de Vlaamse Gemeenschapscommissie, waar ze als Nederlandstalig Brussels Parlementslid van rechtswege zitting had, was ze van 2009 tot 2014 ondervoorzitter van de raad en van 2010 tot 2014 voorzitter van de commissie Cultuur, Jeugd en Sport. In mei 2014 werd ze herkozen en in de legislatuur 2014-2019 was ze fractieleidster van Groen in de Vlaamse Gemeenschapscommissie, alsook secretaris in het Brussels Hoofdstedelijk Parlement. Vanaf oktober 2016 was ze in opvolging van Hermes Sanctorum ook deelstaatsenator in de Senaat. Als parlementslid  en senator hield Annemie Maes zich voornamelijk bezig met klimaat, natuur, luchtkwaliteit, afval, fietsers, mobiliteit, cultuur en dierenwelzijn. Bij de Brusselse verkiezingen van mei 2019 kreeg ze geen plaats meer op de Groen-lijst. Vervolgens bood de partij DierAnimal haar een plaats op de lijst aan, maar dat weigerde ze. Wel leverde ze als parlementslid een handtekening, waardoor de partij kon opkomen bij de verkiezingen.
Van 2019 tot 2022 werkte ze opnieuw in de auteursrechtensector, bij de koepelvereniging Auvibel. Eerst was ze van 2019 tot 2020 algemeen secretaris van de raad van bestuur en nadien was ze van mei 2020 tot juli 2021 dienstdoend algemeen directeur en van 2021 tot 2022 secretaris-generaal verantwoordelijk voor communicatie, belangenbehartiging, distributie van naburige rechten. Sinds 2023 is zij senior legal assistant bij het internationale advocatenkantoor DLA Piper.
Maes is ook actief als collagekunstenaar onder haar artiestennaam "The Green Fairy". Ze heeft deelgenomen aan groepstentoonstellingen in Brussel
Daarnaast is Annemie Maes sinds 2022 lid van de raad van bestuur van het Atomium en het Design Museum Brussels.

## Privé
Annemie Maes heeft twee kinderen.

## Varia
Maes is de winnares van de eerste Grote Brusselquiz van FM Brussel.